# سونيا غري
سونيا غري (بالإيطالية: Sonia Grey)‏ هي مقدمة تلفزيونية وممثلة إيطالية، ولدت في 30 أغسطس 1968 في إيطاليا.

## وصلات خارجية
- سونيا غري على موقع IMDb (الإنجليزية)
- سونيا غري على موقع روتن توميتوز (الإنجليزية)